# Variety
Variety američki je zabavni časopis u vlasništvu Penske Media Corporation. Osnovao ga je Sime Silverman u New Yorku 1905. godine kao tjednik, a 1933. je dodao Daily Variety te preselio sjedište u Los Angeles, kako bi pokrio i teme iz filmske industrije. Časopis ima i svoju web stranicu pod nazivom Variety.com na kojoj se mogu pronaći sve novosti iz svijeta zabave, filmske recenzije, videozapise, galerije fotografija, statistike o zaradi filmova (tzv. box-office), kalendare s filmskim festivalima i arhiv svih izdanja časopisa od 1905. godine. 19. ožujka 2013. izdan je zadnji broj dnevnog izdanja časopisa. Časopis je bio toliko utjecajan tijekom prve polovice 20. stoljeća, da je dobio nadimak Biblija kazališta (engl. Bible of the Theater).

## Povijest
Prvi broj časopisa izdan je 16. prosinca 1905. i bio je plasiran kao časopis specijaliziran za kazalište, a posebno za vodvilj. 
Prva filmska recenzija u časopisu objavljena je 19. siječnja 1907. godine.
Sime Silverman je 1933. godine pokrenuo Daily Variety sa sjedištem u Hollywoodu. Nakon što je Silverman smijenio pomoćnog urednika Abela Greena 1931., njegovo mjesto je preuzeo Silvermanov sin Sidne Silverman (1901. – 1950.), koji je očevom smrću preuzeo izvršno uredništvo nad dnevnim i tjednim izdanjem časopisa. Sime, Sidne i njegova žena Marie Saxon, kazališna glumica (1905. – 1942.), umrli su od tuberkuloze. Njihov jedini sin Syd Silverman, rođen 1932. godine, ostao je jedinim nasljednikom tvrtke. Budući da je tvrtku nije mogao preuzeti kao maloljetnik i bez dovoljno iskustva, njegov staratelj Harold Erichs vodio je Variety do 1956. godine. Kada je postao sposoban, Syd je preuzeo vodstvo oba časopisa i uspješno vodio tvrtku sve do 1987. godine, kada oba časopisa prodaje korporaciji Cahners Corp. Od 1959. do 1988. Tom Pryor je bio urednik Daily-a.
Više od dvadeset godina, Variety je vodio Peter Bart zajedno s Michaelom Silvermanom (Sydov sin), koji je uređivao hollywoodsko dnevno izdanje. Bart je prije radio za Paramount Pictures i The New York Times. U travnju 2009. Bart je postao "podpredsjednik i odgovorni urednik", a na mjesto izvršnog urednika došao je Timothy M. Gray. Na toj će poziciji ostati do 2013. godine. Gray je prije toga trideset godina radio kao izvjestitelj i novinar.
U ožujku 2013., vlasnik tvrtke Jay Penske imenovao je tri nova pomoćnika urednika kako bi se pokrilo šire područje novosti iz filmske industrije: Claudia Eller je postala voditeljica odjela filma, Cynthia Littleton odjela televizije a Andrew Wallenstein odjela za informatiku. U lipnju 2014., Penske Media Corporation (PMC) je sklopila ugovor s Reutersom o suradnji na području fotografije i slobodno izdavanje vijesti međunarodnim agencijama. Točno nakon godinu dana pokrenut je program  Variety Studio: Glumci na glumce (engl. Variety Studio: Actors on Actors), seriju jednosatnih emisija u kojima se gledatelje upoznavalo za životom u Hollywoodu kroz razgovore s filmskim zvijezdama.
Izdavačka kuća Cahner's Publishing kupila je od obitelji Silverman 1987. godine udio u tvrci Variety.

## Izdanja
- Variety (od 1905.) - zabavni tjednik s temama iz filmske industrije, zabave, kazališta, glazbe i tehnologije.
- Daily Variety (1933. – 2013.) - dnevno hollywoodsko izdanje časopisa
- Daily Variety Gotham (1998. - ?) - tiskao se u Los Angelesu, a rano ujutro dostavljao i prodavao u New Yorku, a pisao je uglavnom o šoubiznisu na istočnoj obali SAD-a.
- Variety.com (od 1998.) - internetska verzija časopisa Variety; do kolovoza 2013. se plaćao pristup stranici.
- Variety On-The-Go - Variety dostupan na iPad-u, iPhone-u, Androidu, BlackBerry-u i Windows mobitelima.[6]
- @Variety - Variety dostupan na društvenim mrežama, uključujući Facebook, Twitter, Instagram i Tumblr te kao kanal s videozapisima na YouTubeu.

## Vanjske poveznice
- (engl.) Variety.com - službena stranica
- (engl.) Variety u internetskoj arhivi (brojevi 1905. - 1949.)